# Friedensmühle Petkus

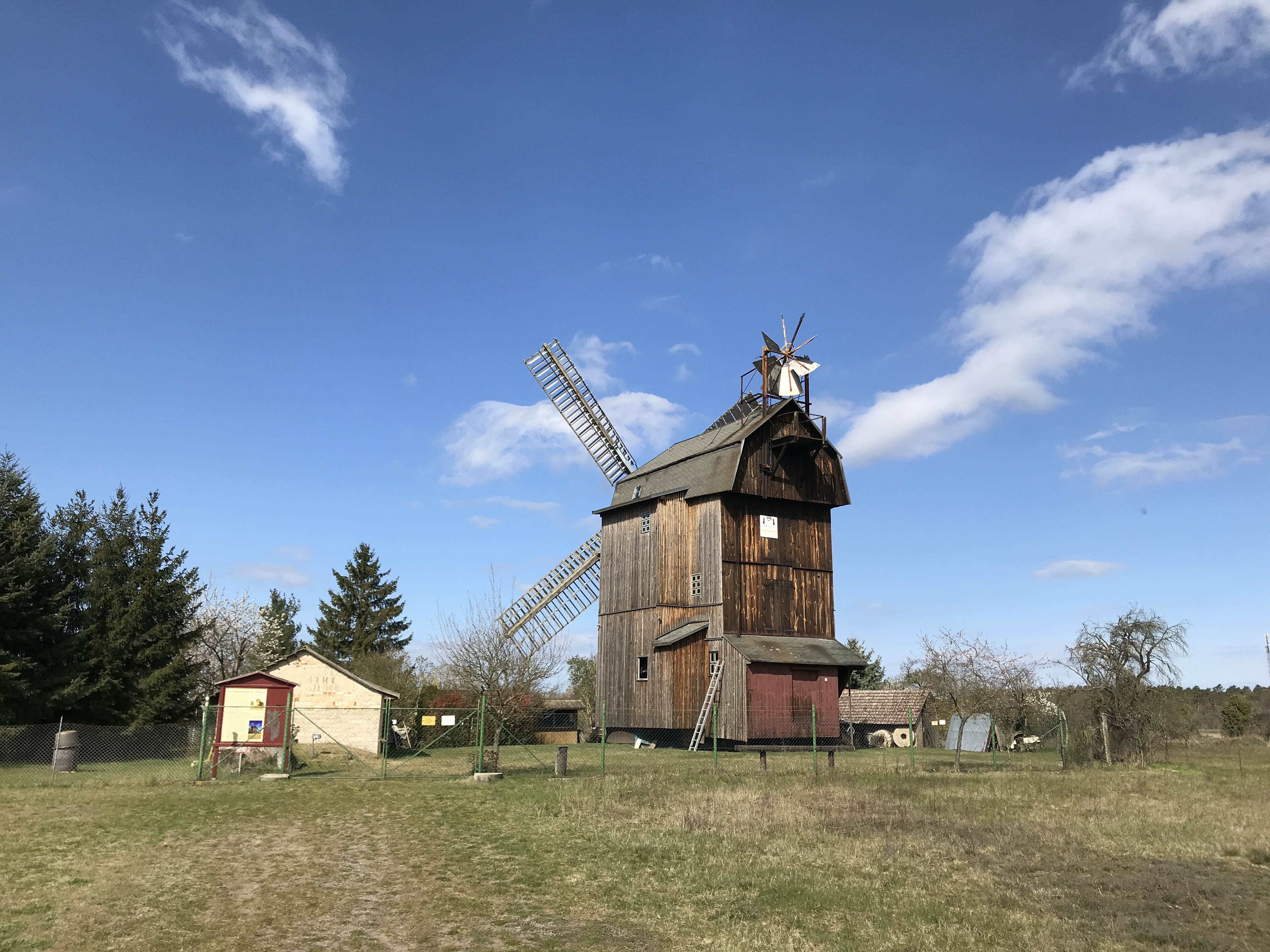
Friedensmühle Petkus

Die Friedensmühle Petkus ist eine Paltrockwindmühle in Petkus, einem Ortsteil der Stadt Baruth/Mark im Landkreis Teltow-Fläming im Land Brandenburg.

## Lage
Die Bundesstraße 115 führt von Westen kommend S-förmig in den historischen Ortskern und dort in nordöstlicher Richtung aus ihm hinaus. Im Süden führt die Petkuser Hauptstraße als Landstraße 70 in südlicher Richtung aus dem Ort hinaus. Die Mühle steht südwestlich dieser Kreuzung auf einem leicht erhöhten Grundstück, dass mit einem Zaun eingefriedet ist.

## Geschichte
In Petkus wurde 1542 erstmals eine Mühle erwähnt, über dessen Schicksal jedoch bislang nicht viel bekannt ist. Im 18. Jahrhundert brannte diese oder ein Nachfolgebau ab. 1837 entstand ein Neubau, der als Bockwindmühle ausgeführt wurde. 1927 verkaufte der Müller und Bäcker Kostroa die Mühle an den Müller Heinrich Behrendt, der sie mit einem elektrischen Antrieb ausstattete. 1940 wurde der Betrieb eingestellt. Nach dem Ende des Zweiten Weltkrieges erfolgte 1946 der Umbau zur Paltrockwindmühle. 1950 erhielt sie vom Heimatdichter Richard Conrad den Namen Friedensmühle. Er mahnte seinerzeit in einem Zeitungsartikel, dass „die Mühle nur noch in Friedenszeiten Mehl mahlen möge“.
1960 übernahm die LPG das Bauwerk, um Mischfutter herzustellen. Allerdings wurde der Betrieb 1977 eingestellt und das Bauwerk verfiel. Nach der Wende gelangte die Mühle wieder in den Besitz der Familie Behrendt. 1991 begannen durch den Müller Helmut Behrendt (sen.) umfangreiche Sanierungsarbeiten, die 1996 beendet wurde. Anschließend wurde sie zur Produktion von Getreideprodukten genutzt. Nach dem Tod Behrendts wurde der Betrieb 2007 eingestellt und die Mühle wird seit dieser Zeit von seinem Sohn instand gehalten.